# قائمة زملاء الجمعية الملكية المنتخبين في 1994
هذه الصفحة تعرض قائمة زملاء الجمعية الملكية المُنتخبين لعام 1994.

## الزملاء
- John Tooze [الإنجليزية]‏
- نيكولاس ديفيز
- تاك واه ماك
- دوسا ماكدوف
- ديفيد شيرينجتون
- ميخائيل جاي س. غوردون
- Kurt Lambeck [الإنجليزية]‏
- Richard Treisman [الإنجليزية]‏
- Peter McCullagh [الإنجليزية]‏
- رايموند بيكر

## الأعضاء الأجانب
- بيرت زاكمان
- إسحاق خالاتنيكوف
- إرفين نيهر